# Macrobrachium naso
Macrobrachium naso is een garnalensoort uit de familie van de Palaemonidae. De wetenschappelijke naam van de soort is voor het eerst geldig gepubliceerd in 1918 door Kemp.